# Loppert Dániel
Loppert Dániel Frigyes (Budapest, 1983. május 8. –) magyar politikus.

## Tanulmányai
A budapesti Teleki Blanka Gimnáziumban érettségizett, majd a Debreceni Egyetem bölcsészkarán történelem-filozófia szakon tanult. 2008-ban az ELTE bölcsészkarán történelem szakos diplomát szerzett. A Századvég Politikai Főiskolán pedig politológiát tanult.

## Közéleti tevékenysége
2002 nyarán Kapolcson „háromszor hangosan hazaárulónak nevezte" a Művészetek Völgyére ellátogató Medgyessy Péter miniszterelnököt. A tapolcai rendőrkapitány személyesen tett feljelentést ellene. A bíróság első fokon „rendzavarás szabálysértése miatt figyelmeztetésben részesítette", másodfokon viszont megszüntették az eljárást. Az ügy kapcsán országos ismertségre tett szert.
2003-ban megalapította a Jogsértettek Egyesületét.
2003-ban belépett a Fideszbe, és nemsokára Rogán Antal személyi titkára lett.
2004-2005 között a Fidesz kormányra kerülését előkészítő „Polgári Kormányzás 2006” munkacsoport tagja volt.
2005-ben  Gulyás Gergellyel és Woth Mártonnal együtt kezdeményezte a Fidesz Ifjúsági Tagozatának (IT) megalakítását. 2005-ben és 2009-ben megválasztották az IT elnökének. Ő volt az első olyan fideszes politikus, aki egyértelműen elhatárolódott a Magyar Gárdától.
A 2006-os országgyűlési választáson a Fidesz országos listájának 83., a budapesti lista 18. helyén szerepelt.
A 2010-es önkormányzati választáson a Fidesz budapesti listájának 25. helyén szerepelt.

## Szakmai tevékenysége
- 2006-2011 között a Valóság című folyóirat szerkesztője.
- 2010-2017 a Nemzeti Infrastruktúra-fejlesztő Zrt. (NIF) kommunikációs osztályvezetője.
- 2017-től - ?? az EXIM Bank marketing és kommunikációs igazgatója
- 2018-tól 2020 márciusáig a MÁV Zrt. kommunikációs igazgatója.